# Daleu
Daleu  è una città e sottoprefettura della Costa d'Avorio appartenente al dipartimento di Danané. Conta una popolazione di 34 308 abitanti (censimento 2014).